# Kauko Järvinen

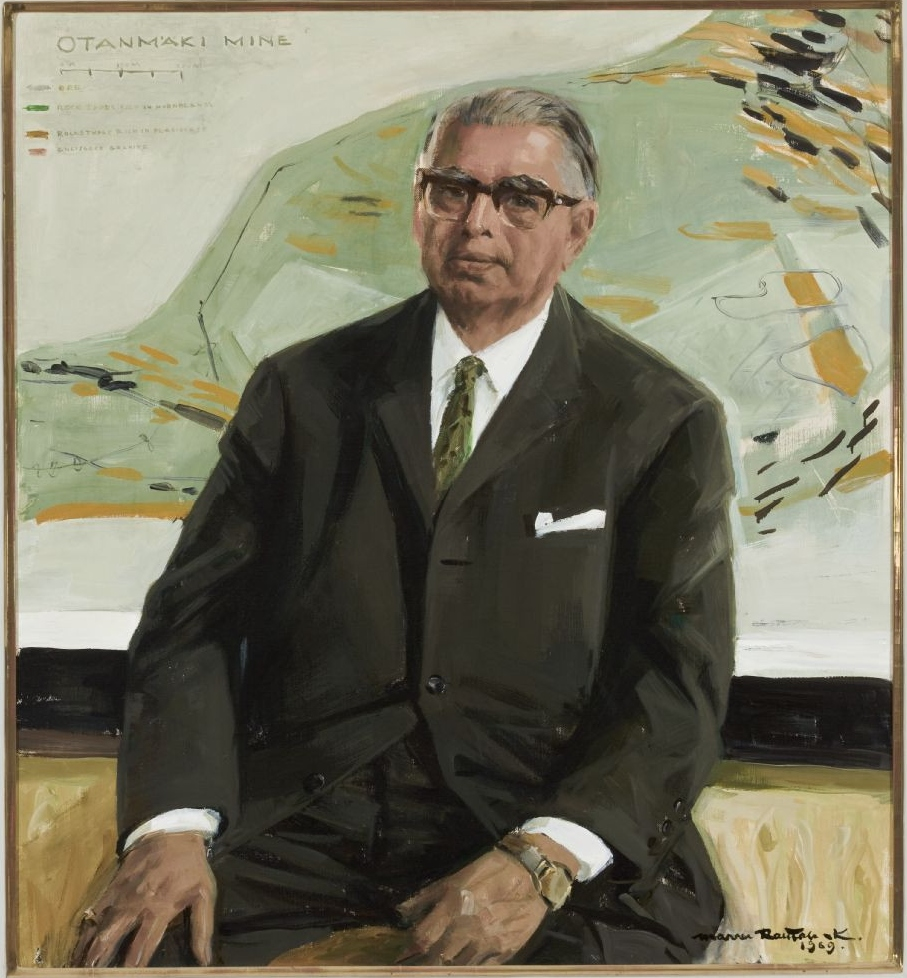
Margit Rautala-Kaipainen: Porträtt av Kauko Järvinen.

Kauko Nestor Järvinen, född 5 februari 1903 i Helsingfors, död där 30 augusti 1980, var en finländsk ingenjör.
Järvine, som var son till professor Kyösti Järvinen och Erika Ristonmaa, blev student 1923, diplomingenjör 1930 och studerade vid Kungliga Tekniska högskolan i Stockholm 1929–1931. Han var gruvingenjör vid Outokumpu gruva 1931–1942, byråchef och industriråd i handels- och industriministeriet 1943–1946, tillförordnad professor vid Tekniska högskolan i Helsingfors 1943–1946 och professor i gruvteknik där från 1946. Han var verkställande direktör för Otanmäki Oy och viceordförande i dess rådgivande kommitté 1946–1950 samt teknisk expert 1951. Han var sekreterare i gruvnämnden 1943–1946, ordförande från 1962, sekreterare i Bergsmannaföreningen 1943–1948, ordförande i gruvavdelningen av samma förening från 1951 och medlem av styrelsen för Outokumpustiftelsen från 1943.